# Gmina Stronie Śląskie
Gmina Stronie Śląskie je městsko-vesnická gmina v okrese Kladsko v Dolnoslezském vojvodství v Polsku. Sídlem gminy je město Stronie Śląskie. V roce 2021 zde žilo 7 333 obyvatel, rozlohu má 146,42 km² a zabírá 8,9 % rozlohy okresu. Částečně vede podél česko-polské státní hranice. Skládá se z města Stronie Śląskie a 14 starostenství.

## Části gminy

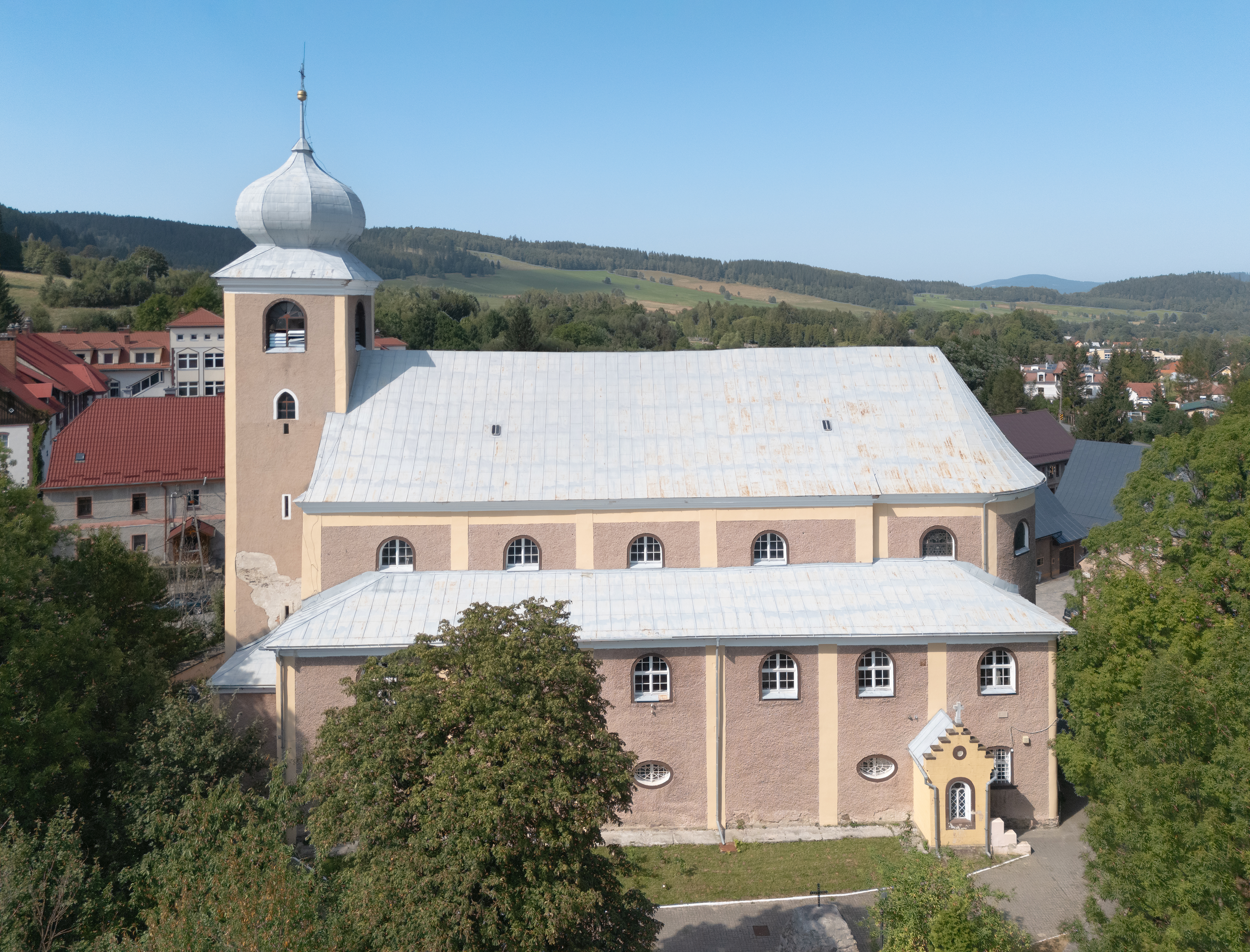
Kostel Matky Boží a sv. Maternuse ve Stroniu Śląskim

Starostenství
Bielice, Bolesławów, Goszów, Janowa Góra, Kamienica, Kletno, Młynowiec, Nowa Morawa, Nowy Gierałtów, Sienna, Starą Morawę, Stary Gierałtów, Strachocin, Stronie-Wieś.
Sídla bez statusu starostenství
Klecienko, Nowa Biela, Popków, Rogóżka, Sucha Góra.

## Geologie
Gmina se nachází na východním okraji Kladské kotliny, která přechází v pohoří Králický Sněžník a Rychlebské hory. Nejvyšším bodem gminy Stronie Śląskie a celého okresu Kladsko je hora Králický Sněžník (Śnieżnik, popř. nazývaná také Śnieżnik Kłodzki) s nadmořskou výškou 1423 m, která se nachází na hranici s Českou republikou.